# Toni Fürst
Antonie „Toni“ Fürst, verheiratete Strakosch, (26. Oktober 1851 in Wien – 1. Oktober 1873 ebenda) war eine österreichische Theaterschauspielerin.

## Leben
Am Leipziger Stadttheater wirkte sie als Vertreterin des naiven Liebhaberfachs und zeugten Leistungen wie „René“ (Wildfeuer), „Hermance“ (Kind des Glücks), „Alice“ (Spiel nicht mit dem Feuer) etc. von ihrem großen Talent.
Sie war verheiratet mit dem österreichischen Schauspieler Alexander Strakosch (1840–1909).